# Kangani
Kangani is een plaats op het eiland Mohéli behorend tot de Comoren. Het ligt op een hoogte van 303 meter en er woonden in 2012 856 mensen. De hoofdstad van het eiland, Fomboni, ligt 11 km naar het noordwesten. De omgeving is heuvelachtig, er heerst een savanneklimaat. Februari is het warmst en natst met 236 mm regen; augustus is droog met 4 mm. De jaarlijkse neerslagsom is 1250 mm. 